# Escàndol Daniel Galván
L'escàndol Daniel Galván, també conegut com a Danielgate va ser un escàndol polític en què el rei Mohammed VI del Marroc va atorgar un perdó per a un pedòfil espanyol condemnat com a violador en sèrie de nens anomenat Daniel Galván.
El ciutadà espanyol estava complint una pena de presó de trenta anys. Va ser detingut al Marroc a final de 2011 per haver violat almenys onze nens marroquins a Kenitra, ciutat on s'estava des de 2004. El perdó va arribar uns divuit mesos després del seu empresonament com a part d'un gest diplomàtic de Mohammed VI vers Espanya, amb motiu del 14è aniversari de la seva entronització. El perdó va provocar una indignació popular sense precedents al Marroc, on es van dur a terme diverses protestes denunciant la decisió del monarca. Això va portar Mohammad VI al primer número d'un comunicat en el qual va negar ser conscient de la gravetat dels crims comesos per Daniel Galván, després a cancel·lar el perdó, però només després que el ciutadà espanyol ja hagués abandonat el país dies abans amb un passaport expirat, amb el coneixement de les autoritats marroquines. Més tard es va revelar que aquesta no era la primera vegada que Mohammed VI indultava un pedòfil condemnat estranger, després d'haver perdonat Hervé Le Gloannec, un ciutadà francès condemnat per violació i pornografia infantil en 2006.
Més tard es va revelar que Daniel Galván no va sol·licitar un perdó i només va demanar ser transferit a una presó a Espanya. El País va escriure que el gabinet reial en un esforç per complaure a Espanya, va tractar d'accelerar el procés normal de transferència de presons, la qual cosa podria trigar fins a dos anys i concediren el perdó injustificat per al pedòfil condemnat.

## L'escàndol
El rei Mohammed VI indulta habitualment un gran nombre de condemnats en les festes nacionals. El 2009 perdonà uns 24.865 d'una població de 60.000 presos marroquins. En 2005, per celebrar el 50 aniversari de la independència del país, va perdonar 10.000 convictes, entre ells 336 estrangers (un d'ells era un pedòfil convicte francès tal com van revelar els cables de Wikileaks). Quan va celebrar el 14è aniversari de la seva entronització el 30 de juliol de 2013, va concedir un perdó per a 1.200 convictes. L'agència de notícies estatal Maghreb Arabe Presse va emetre un comunicat declarant que entre els indultats figuraven 48 presos espanyols, que van ser alliberats com un gest que demostrava les bones relacions entre Mohammed VI i el rei Joan Carles d'Espanya que acabava visitat el país una setmana abans.
El 31 de juliol les plataformes d'internet Andalus Press i Lakome van revelar que entre els presoners perdonats hi havia un violador en sèrie de nens espanyol que va ser detingut el setembre de 2011, i condemnat a 30 anys de presó en un cas molt controvertit. L'espanyol fou condemnat per la violació d'almenys 11 nens marroquins d'entre 4 i 14 anys. Lakome va dir que l'advocat de les víctimes, Mohammed Krayri, havia confirmat l'alliberament de Daniel Galván, i va declarar que el 31 de juliol de 2013 va contractar un advocat per reclamar els seus actius al Marroc, que van ser congelats perquè no va pagar per ordre judicial els danys a les víctimes, uns 50.000 dirhams per a cada una de les 11 víctimes (~ 5.000 USD). Més tard Lakome va informar que Daniel Galván va recuperar amb èxit el seu passaport al tribunal de Kenitra i havia sortit del país el dijous 1 d'agost de 2013,a través de la frontera terrestre del Marroc amb Espanya per Ceuta. Segons els informes Daniel va travessar la frontera amb un passaport caducat amb el consentiment de la policia marroquina.
Entre el 30 de juliol i el 4 d'agost de 2013 es va produir un bloqueig informatiu sobre l'escàndol al Marroc amb l'excepció d'alguns mitjans online com Lakome.com, Andalus Press, Yabiladi. Reuters i el Daily Mail va ser el primer mitjà internacional en informar de la història l'1 d'agost.
Ja el dimecres 31 de juliol es va produir una gran indignació en la comunitat de mitjans socials marroquina, que va culminar en la convocatòria d'una protesta després de l'iftar la nit del divendres 2 d'agost davant del parlament a Rabat.
La nit del divendres milers de manifestants pacífics es van reunir davant l'edifici del Parlament a Rabat. La protesta va ser reprimida violentament per les forces auxiliars marroquines que colpejà als activistes, reporters i fotògrafs, causant-ne lesions a desenes d'ells. La policia també confiscà el material de filmació i els telèfons mòbils. L'endemà dissabte 3 d'agost les notícies de l'escàndol i la repressió que va seguir a les protestes pacífiques, van ocupar els titulars en la majoria dels mitjans de comunicació internacionals (Aljazeera, France 24, CNN), on es van mostrar imatges de manifestants sagnant. A la nit de dissabte, mentre els principals mitjans de comunicació del Marroc encara ignoraven la història el palau de Mohammed VI va donar a conèixer un comunicat en el qual va negar ser conscient de la gravetat dels crims comesos per Daniel Galvan i que ordenava una investigació per determinar on era l'errada i qui tenia la responsabilitat en la seva decisió.
El diumenge 4 d'agost la notícia de la història va obrir el popular programa de notícies de França Le 13 heures tant de TF1 com France 2 on es mostraven imatges de la violenta repressió policial contra la protesta de divendres. A la tarda del mateix dia Mohammed VI va emetre un comunicat en què va anunciar la cancel·lació del seu perdó. Cap perdó real mai ha estat cancel·lat al Marroc, encara que alguns observadors van assenyalar que un perdó reial era, en teoria, irrevocable.
El dimarts 6 d'agost el rei va dur a terme la cerimònia en la que es va mostrar saludant i abraçant als presumptes pares i familiars dels nens abusats per Daniel Galván.
El dimecres 7 d'agost de 2013, Daniel Galván va ser detingut a Espanya després que les autoritats marroquines van presentar una ordre de detenció internacional contra ell. Les imatges de la detenció mostrant Galván emmanillat i dins d'un vehicle de la policia espanyola van circular àmpliament en els mitjans del Marroc. Aquesta notícia i les imatges van ser àmpliament reportats per la premsa favorable al règim del Marroc. Després els tribunals espanyols es va negar a extradir-lo al Marroc.

### Precedent
En un cable diplomàtic filtrat del consolat dels EUA a Casablanca, que detalla l'informe de tràfic de persones al Marroc l'any 2010, va revelar que Mohammed VI havia indultar el 2006 un pedòfil francès condemnat. Hervé le Gloannec fou arrestat a Marràqueix mentre mantenia relacions sexuals amb un nen de 15 anys i en possessió d'una gran quantitat de pornografia infantil. Fou condemnat a 4 anys, reduït a 2 anys i després indultat pel rei del Marroc.

## Reaccions

### Resposta de Mohammed VI
La primera reacció del monarca va arribar la nit del dissabte 3 d'agost, 4 dies després de l'alliberament de Daniel Galván. Es va publicar per primera vegada un comunicat llegit en el noticiari de la nit dels mitjans estatals. Ell va negar ser conscient de la gravetat dels crims comesos de Daniel Galván. El diumenge 4 d'agost el gabinet de palau va llançar un altre comunicat en el qual declaren que el perdó de Galván havia estat revocat. El dimarts 5 d'agost de les suposades famílies de les víctimes van ser convocats a palau on es van filmar com eren rebudes i abraçades per Mohammed VI.
El dimarts, Marroc a través del seu Ministeri de Justícia, va emetre una ordre de captura internacional contra Daniel Galván.

### L'ús de comptes bot per inundar Twitter
La indignació pública es va concentrar a Twitter i Facebook, on els hashtags #لا_للعفو_عن_مغتصب_الأطفال i #Danielgate es van utilitzar per denunciar la decisió del monarca. Diversos comptes de bots automatitzats van inundar aquests hashtags amb els tweets que repetien fragments del comunicat oficial de Mohammed VI. Un nombre d'aquests comptes bot s'havien utilitzat uns mesos abans de promoure el cas de Mounir Majidi en una demanda que va presentar a París contra el periodista independent marroquí Ahmed Benchemsi.

### Reacció d'Espanya
La primera reacció oficial va venir del gabinet reial espanyol, que va declarar que de fet el rei Joan Carles havia demanat un perdó reial per a alguns presoners espanyols sense més detalls. Va afegir que és l'ambaixada espanyola al Marroc la que fixa la llista de detinguts que serien perdonats.

### El govern del Marroc
Cap dels partits polítics del Marroc o el gabinet va reaccionar a l'escàndol abans de la declaració de Mohammad VI, amb la notable excepció del proper a palau Partit de l'Autenticitat i Modernitat. Aquest partit fundat per Fouad Ali El Himma, tenis alguns dels seus membres preparant una declaració per emetre el dissabte 3 d'agost, que val a dir que parafrasejava la declaració de palau.
La primera reacció oficial marroquina ve de Mustapha Ramid, qui va emetre un comunicat el divendres 2 d'agost en què va anunciar que el perdó era decisió del rei i que va ser dictat per l'interès nacional. Més tard va negar estar involucrat en l'elaboració de la llista de presos indultats, i ha subratllat que el perdó era una prerrogativa exclusiva del rei, afegint que va venir com a part de les relacions estratègiques que uneixen el Marroc i Espanya i hauria d'haver estat feta pels interessos superiors de la nació i arribava com a resultat de les relacions entre els dos reis.

### Els mitjans de comunicació marroquins
Abans del dilluns 5 d'agost la premsa escrita del Marroc no cobria l'escàndol ni les fortes reaccions que estava causant en els llocs web de mitjans socials, amb l'excepció d' "Akhbar al-Yawm", diari editat pel periodista Taoufik Bouachrine.
De la mateixa manera les ràdios i televisions marroquines (nota: tots els canals de difusió estan són propietat estatal al Marroc) no cobrien la història abans de l'exposició del propi palau.

### La societat civil i activistes online
Les reaccions de les ONG registrades oficialment al Marroc es van limitar a repetir gairebé unànimement la posició expressada en els comunicats de premsa de Mohmmed VI. Najat Anouar, president de "Matqich Waldi", una ONG contra l'abús sexual infantil, va declarar que el perdó era una prerrogativa exclusiva del Rei, qui tenia la discreció d'utilitzar. L'ONG no va poder fer comentaris o expressar oposició a l'indult.

## El procés del perdó reial al Marroc
Segons el Dahir n° 1-57-387 de 16 rejeb 1377 (6 de febrer de 1958), el perdó real és una prerrogativa exclusiva i discrecional del Rei del Marroc. Ha de passar, però, a través d'un procés en el qual una comissió dona assessorament preliminar al rei qui pren la decisió final.
D'acord l'esmenat anteriorment Dahir, aquesta Comissió d'Indult es compon dels següents:
- El ministre de Justícia, el seu suplent o el president del seu gabinet (Mustapha Ramid i el seu Cap de gabinet Mohamed Benalilou)
- El director del gabinet real o el seu delegat (oficialment Rochdi Chraibi)
- El primer president del Tribunal Suprem o el seu representant (Mustapha Fares)[31]
- El fiscal general del Tribunal Suprem o el seu representant (Mustapha Madah)[32]
- El director de la Direcció per "afers i indults penals" o el seu representant (Mohamed Abdennabaoui)[32][33]
- El director de l'administració penitenciària o el seu representant (Hafid Benhachem)
- El Secretariat de la Comissió es porta a terme per un funcionari del Ministeri de Justícia

La comissió té la tasca d'examinar les sol·licituds d'indult que presenten els propis presos. A continuació, emet un dictamen consultiu al gabinet real amb el rei que té la decisió discrecional definitiva.
Els indults reals al Marroc són comuns i no es publiquen al butlletí oficial del país. Només el nombre de convictes indultats es comunica al públic en un comunicat de premsa de la Maghreb Arabe Presse (agència de premsa estatal del Marroc). Després de l'escàndol Mohammad VI va prometre reformar el procés de perdó. A més de destituir Hafid Benhachem (llavors de 77 anys), no se sap si hi ha hagut més accions.

## Altres perdons controvertits
També es va revelar que entre els indultats figurava un sospitós de tràfic de drogues, que va ser alliberat abans de ser sotmès a judici. S'havia resistit a l'arrest utilitzant una arma de foc. Hi havia Antonio García, un traficant de drogues reincident detingut en possessió de 9 tones de haixix a Tànger i condemnat a 10 anys. Alguns mitjans de comunicació va afirmar que el seu alliberament va avergonyir Espanya.

## Conseqüències

### Arrest d'Ali Anouzla i censura de Lakome
Ali Anouzla, redactor en cap de la versió àrab de Lakome.com, que havia posat de manifest l'escàndol, va ser detingut el 17 de setembre per càrrecs de terrorisme després que havia enllaçat a un article d'El País que contenia un vídeo suposadament d'AQMI. A més, la plataforma de comunicació independent Lakome.com va ser bloquejada al Marroc a partir del 17 d'octubre de 2013.

## Els crims de Daniel Galván
Al seu apartament de Kenitra, Daniel Galván va abusar i filmar almenys 11 infants marroquins d'edats entre 2–15 anys, les víctimes eren:
- Nawal (2 anys)
- Rkia (8 anys)
- Saïdia (9 anys)
- Souad (6 anys)
- Aziza (6 anys)
- Omar (15 anys)
- Amal (6 anys)
- Intissar (6 anys)
- Fatima (11 anys)
- Karima (7 anys)
- Hanane (5 anys)